# Retrato de Isabel de Portugal (van der Weyden)
El Retrato de Isabel de Portugal es una pintura al óleo sobre madera de los Primitivos flamencos de Isabel de Portugal, tercera esposa de Felipe III de Borgoña. Realizado hacia 1450, el cuadro había sido atribuido a Rogier van der Weyden, pero en la actualidad se cree que es de un miembro de su taller.
La expresión de Isabel es ligeramente burlona. Va vestida con un vestido de brocado rojo y dorado adornado, ceñido a la cintura por un fajín verde, aunque el artista no hizo coincidir el dibujo del brocado en las mangas. El alto hennin de mariposa y los anillos en sus dedos denotan nobleza. Los dedos de la duquesa son alargados, típicos del estilo de van der Weyden, aunque se cree que se trata de una copia de un retrato original de él que se ha perdido.
En la parte superior derecha aparece la inscripción PERSICA SIBYLLA IA, lo que sugiere que podría formar parte de una serie de retratos que representan a sibilas, identidad que contrasta con la de Isabel. La inscripción y el fondo de imitación de madera marrón son añadidos posteriores.
Se desconoce quién era el propietario del cuadro antes de 1629. Es posible que haya pertenecido a Alexandre d'Arenberg, duque de Croy y príncipe de Chimay, desde finales de 1590 hasta 1629. Fue comprada por un marchante en 1883 y posteriormente vendida a Adolph Carl von Rothschild unos años después; cuando este murió en 1900, su hijo, el barón Maurice de Rothschild, heredó el cuadro y lo vendió a John D. Rockefeller en 1927. Permaneció en la familia Rockefeller hasta que el Getty Center lo compró en 1978.